# 宇宙からのメッセージ・銀河大戦
『宇宙からのメッセージ 銀河大戦』（うちゅうからのメッセージ ぎんがたいせん）は、1978年7月8日から1979年1月27日まで、テレビ朝日系列で毎週土曜19:30 - 20:00（JST）に全27話が放送された、東映制作の特撮テレビドラマ。
テレビシリーズの他、東映まんがまつり（1978年7月22日公開）用に、21分の劇場版も作成された。テレビシリーズに先行し、まぼろしと流れ星が登場する。

## 概要
本作品は、1978年4月公開の映画『宇宙からのメッセージ』（以降、「映画版」）の映像や造形物の流用を前提に、特撮ファンタジー番組『透明ドリちゃん』の後番組として、忍者ものや東洋的イメージの要素を盛り込んで企画・制作された。実制作は東映京都撮影所（太秦撮影所）が手がけ、伊上勝の脚本もシリーズ構成を重視していたことから、『仮面の忍者 赤影』や『隠密剣士』を彷彿とさせる、連続活劇ドラマが本作品の特徴でもあった。また、太秦撮影所による制作ということから西田良や堀田真三、白井滋郎などの時代劇俳優も出演したが、同撮影所の本格的な特撮ヒーロー作品は、2021年時点では本作品が最後となっている。本作品での時代劇を意識した剣劇とJACによるアクションの組み合わせは、その後の東映特撮ヒーローのアクションに影響を与えているとされる。
作中で描かれる時代は映画版の100年後と設定されており、ガバナス帝国に侵略された第15太陽系の惑星（地球ではない）を舞台としたレジスタンス活劇が描かれた。また、『南総里見八犬伝』をモチーフとしていた映画版に対し、本作品では前述の通り忍者ものの要素を取り入れている。
同年に東宝では、本作品に似たタイトルの『銀河大戦フェニックス遊撃隊』というテレビ企画が立てられ未制作に終わったが、本作品との関連性は不明である。

### 評価
視聴率は第1話こそ10.9%を記録したものの、第2話では5.2%に急落し、以降も平均6%台と低迷した。同時期の『スパイダーマン』は1話につき500万円の予算だったが、本作品は1話につき1000万円の予算（半年間の放映契約で予算総額は約3億円）を投入した超大作であり、破格の予算を投じたゆえに平均6%台が問題視され、『仮面ライダー』以来の土曜19時台後半の放送枠を失う結果になった。
一方、フランスでは『San Ku Kaï』（サン・クー・カイ）のタイトルで放送されて大人気となり、全話を収録したDVD-BOXが日本に先行して発売された。フランス版でのリアベ号の名称でもある同タイトルにこれといった意味はなく、単にフランス人にとって東洋的なニュアンスを持つフレーズを並べたものだという。

## ストーリー
第15太陽系の惑星アナリスは恒星間国家太陽系連邦（首都星：地球）統治下の植民星だったが、かつて太陽系連邦とも星間戦争を交えた敵対国家ガバナス帝国に電撃的に侵攻される。アナリス出身の若者で、ゲン一族の一人でもあるゲン・ハヤトは父である幻一族の頭領のゲン・シンに呼び戻され、リュウと猿人バルーが所有・操縦する輸送船で帰郷を果たすが、一足先にイーガー副長率いるガバナス帝国上陸部隊の一隊により惨殺された家族とアナリスの惨状を目の当たりにする。
愛する家族の仇を討つため、リュウ達の加勢も得てアナリス上空空域のガバナス軍を追うが、自衛程度の武装しか持たないリュウ所有民間輸送船の攻撃能力では所詮、多勢に無勢であり、奮戦するも窮地に陥る。自らの私闘にリュウとバルーを巻き込みたくなかったハヤトは2人を無理矢理に脱出カプセルで船外へ退避させた後、ガバナス軍の返り討ちに遭いリュウの船は大破。ハヤトは宇宙帆船プレアスターに乗った謎の美女ソフィアに救出され、約100年前にガバナスの脅威から宇宙を救った伝説の宇宙船リアベ号（リアベスペシャル）と、2機の宇宙戦闘機、コメットファイヤーとギャラクシーランナーを彼女から託される。
ハヤトは、父から同じく格闘術を学んでいた「流れ星」のリュウや、猿人バルーらの協力も得て、宇宙忍者「まぼろし」を名乗ることで、ガバナス帝国との再度の全面戦争勃発を恐れる太陽系連邦から見捨てられた第15太陽系の民を救うべくレジスタンス活動に身を投じる。

## キャスト
主演は映画版に引き続き真田広之が務めた。まぼろし・流れ星は、基本的に殺陣アクションやスタントはJACメンバーが演じているが、アップシーンでは真田・織田がそれぞれ演じている。
- ゲン・ハヤト（まぼろし）：真田広之[注釈 5]
- リュウ（流れ星）：織田あきら
- バルー：西田良
- ロボット・トントの声：田渕岩夫（2-27・劇）
- ソフィア：秋谷陽子 - 異次元人で、ロクセイア13世の一卵性双生児の姉。自身の両親と同様に、妹であるロクセイア13世を「生まれつき邪悪な魂の持ち主」と認識している。
- 協力者
  - カミジ：坂口徹郎（2・4・5・7・9・10・16・22-26・劇） - ガバナス帝国に対する地下運動（レジスタンス）のリーダー。
  - 少女ハナ：島田歌穂（7・9・16・22-27）- 惑星アナリスの少女。
  - ヒミメ王女：久永智子（11・12・21-27） - 惑星ベルダにあるモンゴー一族の地底王国王女。
  - ケン王子：安藤一人（11・12・21-27） - ヒミメの弟。
- ガバナス帝国
  - コーガー団長：堀田真三 -部下には非情だが、イーガーには少し甘い。 名前の由来は甲賀流。
  - イーガー副長：白井滋郎（1-16・18-26・劇） - コーガーの弟。中盤で片腕を失い、義手となる。名前の由来は伊賀流。
  - クノーイ：藤山律子（2-12・14-16・18・20-26・劇） - 忍法顔写しで誰にでも変装が可能。名前の由来は女性忍者全般を指すくノ一。
  - ロクセイア十三世の声：汐路章 - ソフィアの双児の妹。両親によって異次元宇宙に追放され、復讐のために悪に身を投じた。普段は男性の声だけで登場し、最終話近くで本当の姿（秋谷陽子の二役）を現す。
- ナレーター：小池朝雄[注釈 6]
- ゲスト
  - ゲン・シン：北村英三（1・24）- ハヤトの父
  - 第15太陽系防衛軍惑星戦艦艦長：友金敏雄（1）
  - ゲン・リオ：野村しのぶ（1・7）- ハヤトの妹
  - ハヤトの母：三浦徳子（1）
  - イサ：矢野義典（2）- ドウギの息子
  - ドウギ：原田力（2）- レジスタンスのメンバー
  - 地球連盟惑星偵察員ミサ：岡本ひろみ（3・10）
  - 強制収容所看守：木谷邦臣（4）
  - オーダー将軍：有川正治（4・20） - ガバナス帝国第3師団惑星アナリス司令長官
  - ガバナス帝国輸送船船長：宮城幸生（5）
  - ケイ：香山リカ（5）- 惑星ベルダの少女
  - アグネ：山本由香利(6) - 惑星シータの女性教師
  - ダン：幸野直樹（7）- カミジの友人で元防衛戦闘隊長、ハナの兄代わり
  - ガルー：三島猛（8）- バルーの親友
  - ルーレ：丸平峯子（8）- ガルーの妻
  - ジルー：蓮浩二（8）- ガルーの息子
  - イシガ博士：唐沢民賢（10）- 元防衛軍宇宙研究所所長
  - タツノ：大月正太郎（10）- イシガの部下
  - レモ：遠藤教子（10）- イシガの娘
  - トキム将軍：森源太郎（11・20・25） - ガバナス帝国惑星ベルダ司令長官
  - グモ：潮健志（11・12） - モンゴー一族の副長
  - カン王：中村錦司（11・12・22・25・26） - 地底王国の王、ヒミメの祖父
  - パオ：岩尾正隆（13）- バルーの友人
  - 少女：二村典子（13）- 惑星シータの少女
  - 老人：宮城幸生（14）- トビビトの変身前
  - トリメ：押川祥子（14）- 老人の孫
  - ガバナス士官：小峰隆司（14）
  - リラ：植木悦子(15) - 惑星ベルダの女性
  - ライラ：佐藤けい(15) - ガバナス帝国の科学者
  - ジル：後藤順二（15）- リラの弟
  - 村人：高橋健二(15)
  - ササヒ：早川絵美(16) - クモビトの仮の姿
  - キャサリン王女：シェリー(17) - 惑星イグアナの王女
  - チバナ：五十嵐義弘（17）- ナスカの村の村長
  - モモチ：脇谷透（18）- ガバナス忍者学校の生徒
  - 市長：唐沢民賢（19）- 惑星シータ西部の市長、メロスの妻の父
  - メロス：原田力（19）- ネジ作りの名人
  - ランプ：友金敏雄（19）- ガバナスの将校
  - タイタン：木谷邦臣（19）- 惑星シータ西部にある銅山のガバナス帝国長官
  - ジャック：藤川勝也（19）- メロスの息子
  - ガバト将軍：高並功（20）- ガバナス帝国惑星シータ司令長官
  - アシラ：高木吉治（20）- ハヤトの同級生、コオリビトの変身前
  - ダイゴ：峰蘭太郎（23）- レジスタンスのメンバー
  - ゲン廟の声：丸平峯子（24）
  - ヒビト：福本清三（劇場版）
  - 惑星ベルダの子供：岡本崇（劇場版）
- ジャパンアクションクラブ
  - 流れ星・スタント - 金田治
  - 流れ星・スタント[11] - 山岡淳二
  - ガバナス兵士[12]、ガバナス忍士[12]、ベルダ人[12] - 喜多川務
  - 鈴木弘道
  - まぼろし・スタント[13] - 村上潤
  - まぼろし・スタント[13] - 高橋健二
  - 横山稔
  - 近村敏美
  - 竹田道弘

## スタッフ
- プロデューサー：落合兼武（テレビ朝日）、七條敬三・伊藤彰将・篠塚正秀（東映）
- 原作：石森章太郎
- 連載：テレビマガジン、てれびくん、テレビランド
- 脚本：伊上勝、長瀬未代子、安斎あゆ子、江連卓
- 音楽：菊池俊輔、森岡賢一郎（渡辺音楽出版株式会社）
- 撮影：塩見作治、坂根省三、原田裕平、小林武治、北坂清
- 照明：若木得二、狩野敬一、大谷康郎、渡辺喜和、加藤平作、六車勍
- 記録：黒川京子、西川雄子、石田芳子、三留洋子
- 助監督：河村満和、鈴木秀雄、矢田清巳、高倉祐二、曽根勇、斉藤一重、五大院将貴
- 美術：高橋章（コスモプロ）
- 装飾：白石義明、田畑照政、山本重治
- 編集：荒木健夫
- 録音：坂本浩一、加藤正行
- 装置：吉岡茂一
- 美粧・結髪：東和美粧
- 衣裳：黒木宗幸
- 演技事務：森村英次、葛原隆康、 山下義明、藤原勝、下川護
- 視覚効果：中野稔
- 特殊映像プログラミング：コモドール・ジャパン
- 擬斗：菅原俊夫（東映剣会）、三好郁夫（東映剣会）、土井淳之祐（東映剣会）、山岡淳二（JAC）
- 制作進行：山本吉応、杉浦満州男、俵坂孝宏、真沢洋士、管田浩、宇治本進
- 現像：東洋現像所
- (株) 特撮研究所
  - 操演：鈴木昶
  - 撮影（特撮）：高梨曻
  - 美術（特撮）：大沢哲三
  - 照明（特撮）：日出明義
  - 製作（特撮）: 中村義幸
- 特撮監督：矢島信男
- 監督：山田稔、依田智臣、若林幹
- 制作：テレビ朝日、東映

### 主題歌
オープニングテーマ：『勇者よ 銀河を渡れ』
作詞：石森章太郎／作曲・編曲：菊池俊輔／唄：ささきいさお、コロムビア男声合唱団
エンディングテーマ：『愛は星空の彼方に』
作曲・編曲：森岡賢一郎／朗読：小池朝雄
本来は映画版のテーマ曲で、特撮番組としては珍しく歌詞が無い、スクリプト読み上げのみのエンディングである。
当時発売されていたシングル版にはこの両曲が収録されていたが、劇中で使用されているエンディングテーマはメロディこそ同じではあるものの、クロスオーヴァー調のアレンジがされている別バージョンである。

## 放送日程
| 放送回 | 放送日         | サブタイトル               | 登場ガバナス忍士、他                                                      | 脚本       | 監督     |
| ------ | -------------- | -------------------------- | ------------------------------------------------------------------------- | ---------- | -------- |
| 1      | 1978年07月08日 | 怪奇! 暗黒大戦艦           | - アカヅラ                                                                | 伊上勝     | 山田稔   |
| 2      | 7月15日        | 恐怖！忍者兵団             |                                                                           | 伊上勝     | 山田稔   |
| 3      | 7月22日        | 地球の美しき使者           |                                                                           | 伊上勝     | 山田稔   |
| 4      | 7月29日        | 正義の味方 流れ星          | - ヒビト（演：福本清三）                                                  | 伊上勝     | 山田稔   |
| 5      | 8月12日        | 呪われた学校               | - メビト                                                                  | 伊上勝     | 依田智臣 |
| 6      | 8月19日        | 怪皇帝の正体?              | - ケムリビト                                                              | 伊上勝     | 依田智臣 |
| 7      | 9月09日        | 星空に輝く友情             | - イワビト                                                                | 伊上勝     | 山田稔   |
| 8      | 9月16日        | 無残！猿人狩り             | - キビト                                                                  | 伊上勝     | 山田稔   |
| 9      | 9月23日        | ガバナス悪魔の城           | - ヤミビト（演：友金敏雄）                                                | 伊上勝     | 依田智臣 |
| 10     | 9月30日        | 惑星地球を消せ             | - ミズビト                                                                | 伊上勝     | 依田智臣 |
| 11     | 10月07日       | 地底王国の王女             | - ミツカゲビト - ヒカゲビト（演：細川純一） - ツキカゲビト - ホシカゲビト | 伊上勝     | 山田稔   |
| 12     | 10月14日       | 決戦! 謎の忍者塔           | - ミツカゲビト - ヒカゲビト（演：細川純一） - ツキカゲビト - ホシカゲビト | 伊上勝     | 山田稔   |
| 13     | 10月21日       | 神マニヨルの奇蹟           | - ヘビビト                                                                | 長瀬未代子 | 依田智臣 |
| 14     | 10月28日       | 恐るべし! 有翼忍士         | - トビビト                                                                | 伊上勝     | 依田智臣 |
| 15     | 11月04日       | 飛べ! 愛を抱いて           | - 鉄人ゴルゴン                                                            | 安斎あゆ子 | 山田稔   |
| 16     | 11月11日       | からくり館の少女           | - クモビト（演：早川絵美）                                                | 伊上勝     | 山田稔   |
| 17     | 11月18日       | 黄金の吸血姫               | - チスイビト - 吸血姫メジア（演：丸平峯子）                               | 江連卓     | 若林幹   |
| 18     | 11月25日       | 大脱走! 少年忍士団         | - オニビト                                                                | 伊上勝     | 若林幹   |
| 19     | 12月02日       | 起て! 荒野の勇者           |                                                                           | 江連卓     | 依田智臣 |
| 20     | 12月09日       | 黄金船の伝説               | - コオリビト                                                              | 伊上勝     | 依田智臣 |
| 21     | 12月16日       | 異次元の怪物（モンスター） | - マビト（演：勝野賢三） - 異次元モンスター                               | 伊上勝     | 山田稔   |
| 22     | 12月23日       | 大魔神ロクセイア           | - チビト                                                                  | 伊上勝     | 山田稔   |
| 23     | 12月30日       | 大爆破! 皇帝宮殿           | - カガミビト（演：笹木俊志）                                              | 伊上勝     | 依田智臣 |
| 24     | 1979年01月06日 | 大彗星ザタン出現           | - オトビト                                                                | 伊上勝     | 依田智臣 |
| 25     | 1月13日        | 惑星ベルダの最期           |                                                                           | 伊上勝     | 山田稔   |
| 26     | 1月20日        | エメラリーダの謎           | - ロクセイア13世 - コーガー団長 - イーガー副長 - クノーイ                 | 伊上勝     | 山田稔   |
| 27     | 1月27日        | さらば! 銀河の勇者         | - ロクセイア13世                                                          | 伊上勝     | 山田稔   |

## 放送局
- テレビ朝日：土曜 19:30 - 20:00
- 北海道テレビ
- 秋田テレビ：月曜 - 金曜 6:00 - 6：30（1982年に放送）[14]
- 東日本放送：土曜 19:30 - 20:00[15]
- 福島放送：月曜 - 金曜 6:30 - 7:00（1984年に放送）[16]
- 長野放送：火曜 18:00 - 18:30[17]　→ 火曜 17:30 - 18:00[18]
- 石川テレビ：火曜 18:00 - 18:30
- 名古屋テレビ
- 朝日放送：土曜 18:00 - 18:30（先行放送）
- 瀬戸内海放送
- 広島ホームテレビ
- 九州朝日放送
- 鹿児島テレビ：火曜 17:55 - 18:25

## コミカライズ
新谷かおる作画のコミカライズ版が、講談社『テレビマガジン』1978年8月号から12月号まで連載されていた。また徳間書店のテレビランドでは、石森プロ所属のシュガー佐藤の執筆によるコミカライズ版が放送開始から終了に合わせて連載された。
新谷かおる版は、以下のコミックスに収録されている。
- 「シルバー・サイト―新谷かおる傑作集2」 1983年12月 こだま出版 ECコミックス

## 映像ソフト化
いずれも発売元は東映ビデオ。
- 2005年3月21日から同年7月21日にかけて、テレビシリーズ全話のソフト化となるDVD（全3巻、各巻2枚組・9話収録）が発売された。
- 2008年7月21日発売の「石ノ森章太郎 生誕70周年 DVD-BOX」に、第1話が収録されている。

## ネット配信
- YouTubeの「東映特撮 YouTube Official」にて、2011年8月1日から10月30日、2014年2月10日から5月11日の2度にわたり、全27話が配信された。